# Sargerefteh-ye Soflá
Sargerefteh-ye Soflá (persiska: سرگرفته سفلى, سر گرفته) är en ort i Iran.   Den ligger i provinsen Lorestan, i den centrala delen av landet, 300 km sydväst om huvudstaden Teheran. Sargerefteh-ye Soflá ligger 1 975 meter över havet och antalet invånare är 245.
Terrängen runt Sargerefteh-ye Soflá är kuperad åt sydost, men åt nordväst är den bergig.Runt Sargerefteh-ye Soflá är det ganska tätbefolkat, med 72 invånare per kvadratkilometer. Närmaste större samhälle är Aznā, 8,2 km öster om Sargerefteh-ye Soflá. Trakten runt Sargerefteh-ye Soflá består i huvudsak av gräsmarker.